# Kościół Wniebowzięcia Najświętszej Maryi Panny w Andernach
Kościół Wniebowzięcia Najświętszej Maryi Panny (niem. Pfarrkirche Maria Himmelfahrt, znany również jako Liebfrauenkirche lub Mariendom) – romańska świątynia rzymskokatolicka znajdująca się w niemieckim mieście Andernach.

## Historia
Wedle badań archeologicznych z 2006 roku na miejscu obecnej świątyni w czasach rzymskich znajdowały się łaźnie, a fakt wzniesienia na ich miejscu obiektu sakralnego może świadczyć, iż w późniejszych latach służyły one jako miejsce udzielania chrztu. Poprzedni romański kościół w tym miejscu został zniszczony w 1198 roku wskutek pożaru, z tamtej świątyni zachowała północno-zachodnia dzwonnica obecnego budynku. Budowę nowego kościoła ukończono w 1220 roku. W średniowieczu proboszczem parafii Andernach był z urzędu arcybiskup Trewiru, co jest powodem zwyczajowego określania świątyni mianem katedry (niem. Dom). Świątynia z powodu niestabilnego podłoża była wielokrotnie remontowana. W 1527 dobudowano zakrystię, a około 1740 odnowiono ściany naw bocznych.

## Architektura
Świątynia romańska, trójnawowa, o układzie bazylikowym. Świątynia posiada cztery wieże – dwie wyższe flankują fasadę, a dwie niższe dostawiono do ścian prezbiterium. Dwuwieżową elewację frontową dekorują liczne blendy, fryzy arkadowe i lizeny. Do wnętrza świątyni prowadzą trzy portale, przypisywane mistrzowi znanemu jako Laacher Samson-Meister. Mury są od wewnątrz udekorowane bogatą dekoracją malarską. Prezbiterium było pierwotnie oddzielone od korpusu nawowego za pomocą lektorium.

## Wyposażenie
XVII-wieczna ambona i XVIII-wieczne balaski ołtarzowe zostały tu przeniesione z opactwa Maria Laach. Wnętrze zdobi również XIV-wieczny krucyfiks widlasty. W północno-zachodniej wieży ustawiono późnoromańską chrzcielnicę, XVI-wieczną, piaskowcową grupę figuralną Grobu Pańskiego oraz relief przedstawiający Zaśnięcie Najświętszej Maryi Panny z tego samego stulecia. W nawie północnej podziwiać można alabastrowe płaskorzeźby z 1620 roku. We wnętrzu znajduje się również nagrobek zmarłego w 1514 roku rycerza i burmistrza Daniela von Lahnsteina. Organy wykonał w 1752 roku koloński organmistrz Ludwig König, w 1850 wyremontował je warsztat Orgelbau Weil z Neuwied, a w 1940 roku – przedsiębiorstwo Johannes Klais Orgelbau z Bonn. Pierwotnie znajdowały się w pobliskim kościele franciszkanów, w 1805 roku przeniesiono je do kościoła Mariackiego. Składają się z 3 manuałów i 46 głosów.

## Galeria

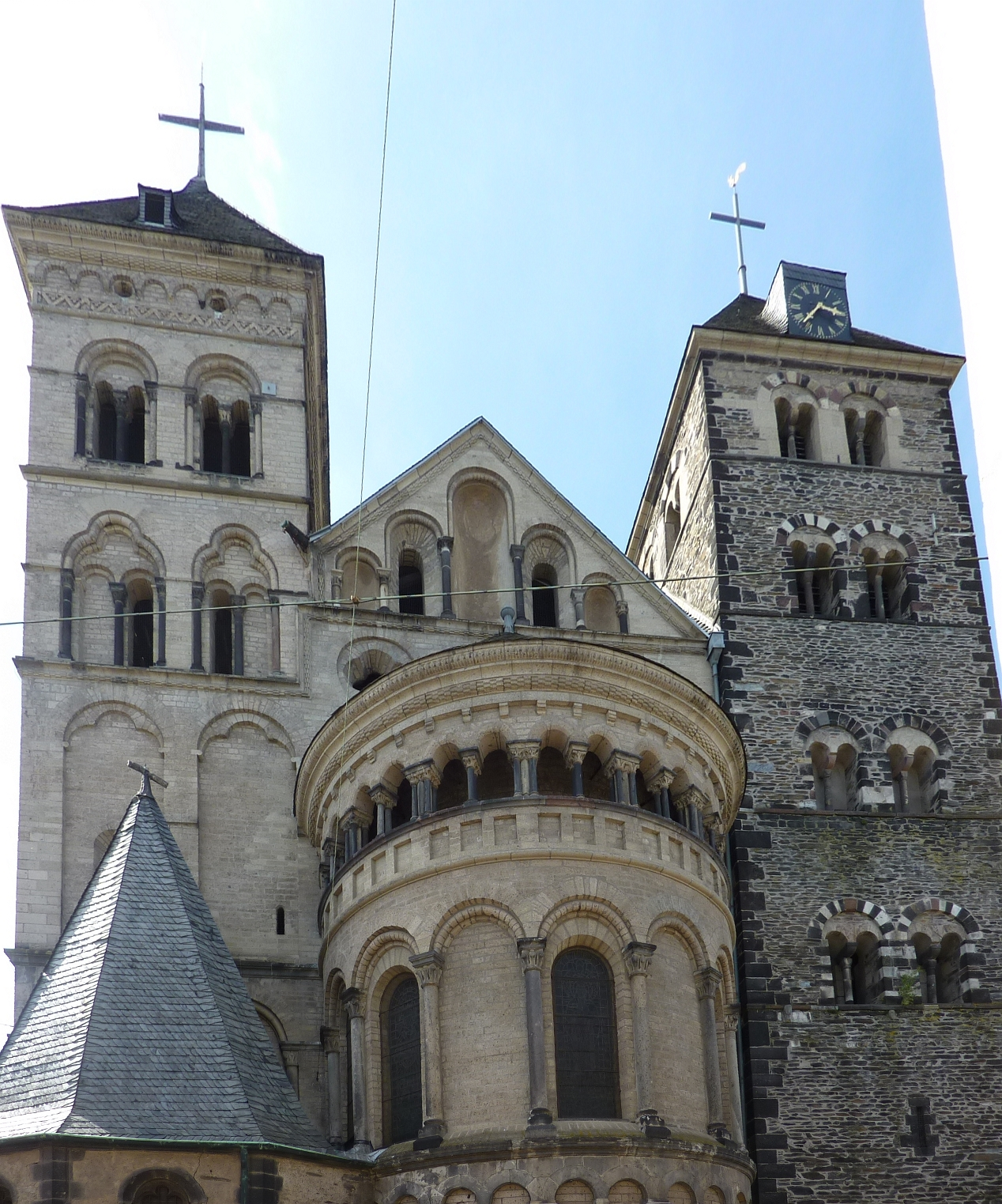
Wschodnia elewacja
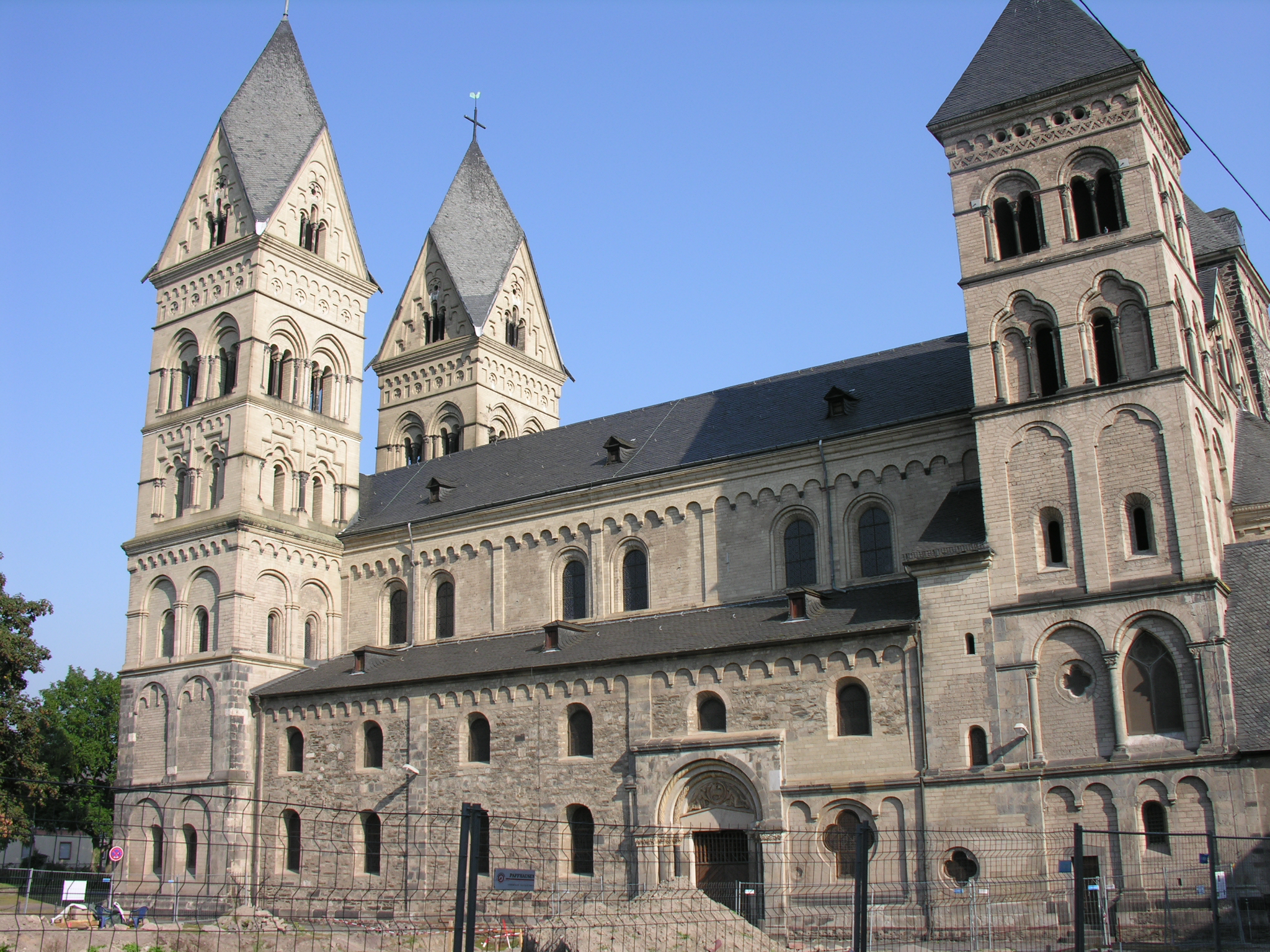
Południowa elewacja
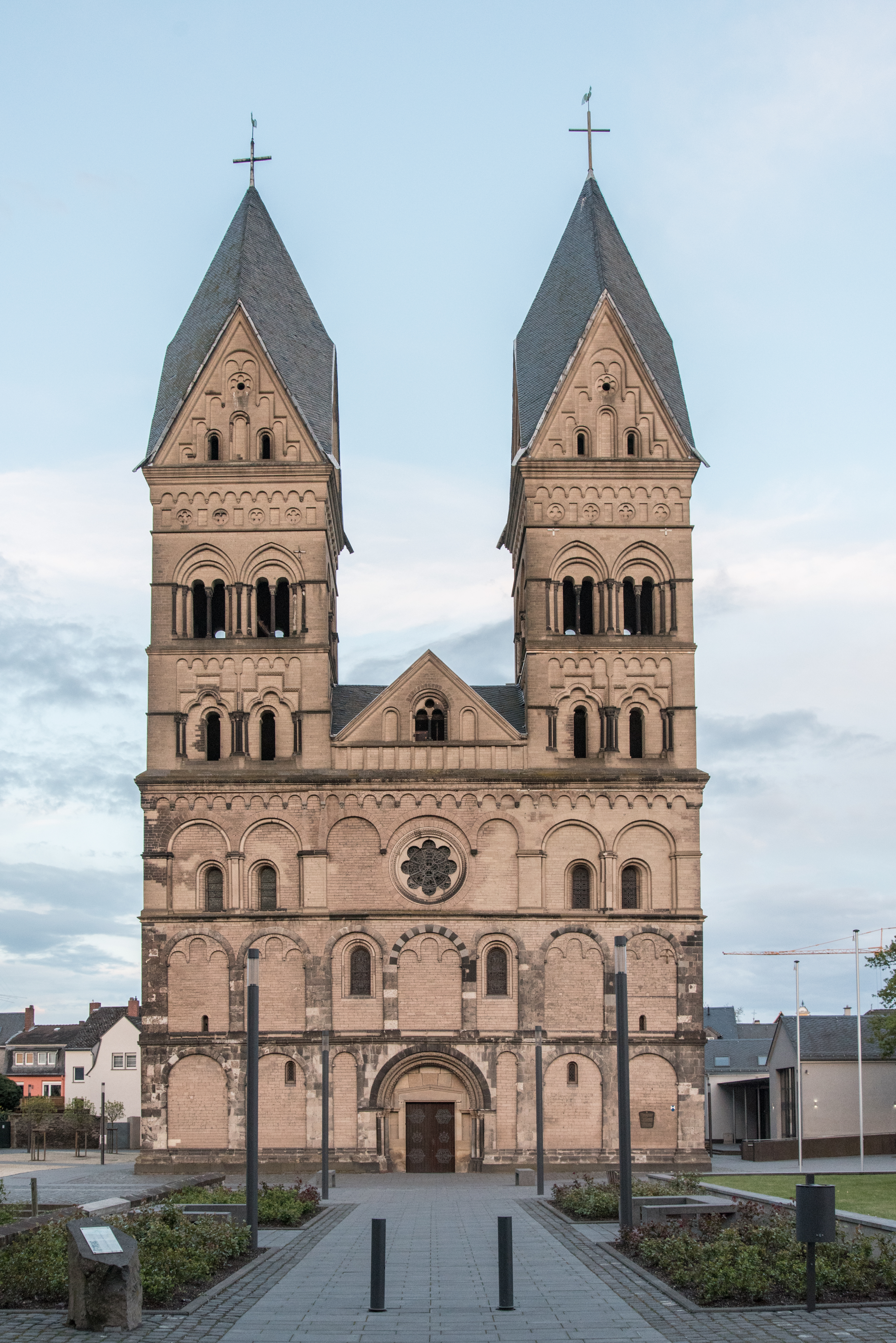
Fasada
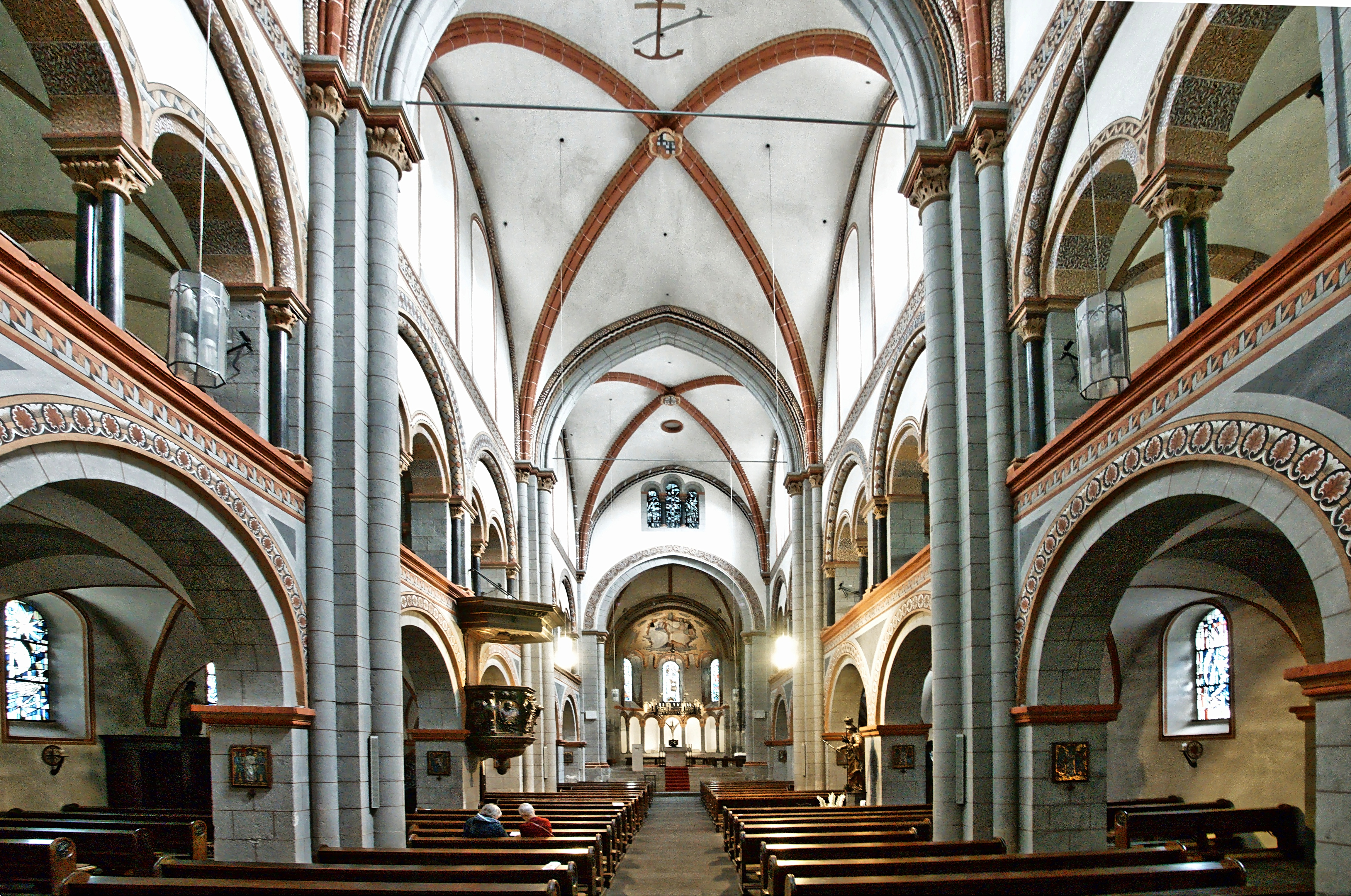
Wnętrze
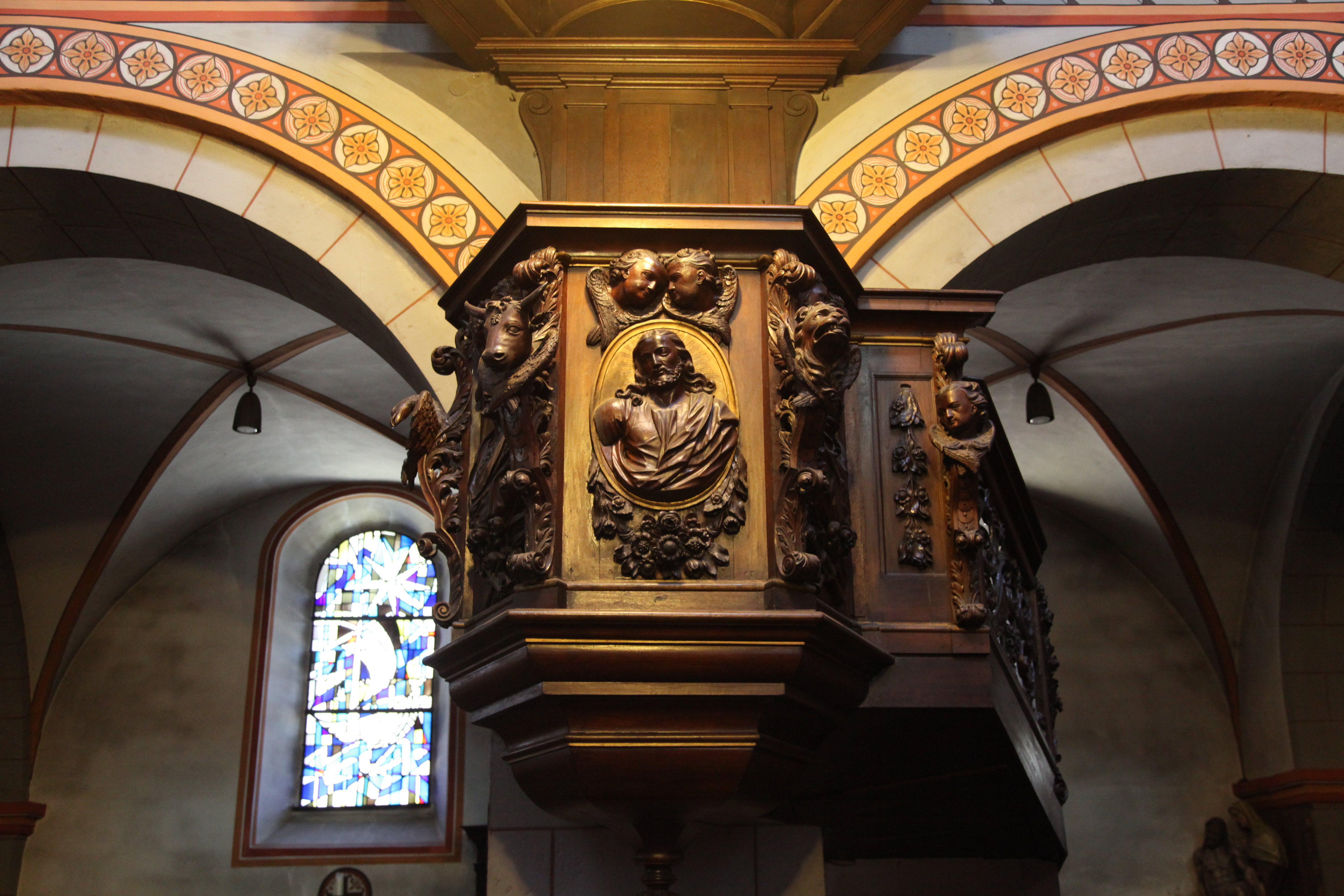
Ambona
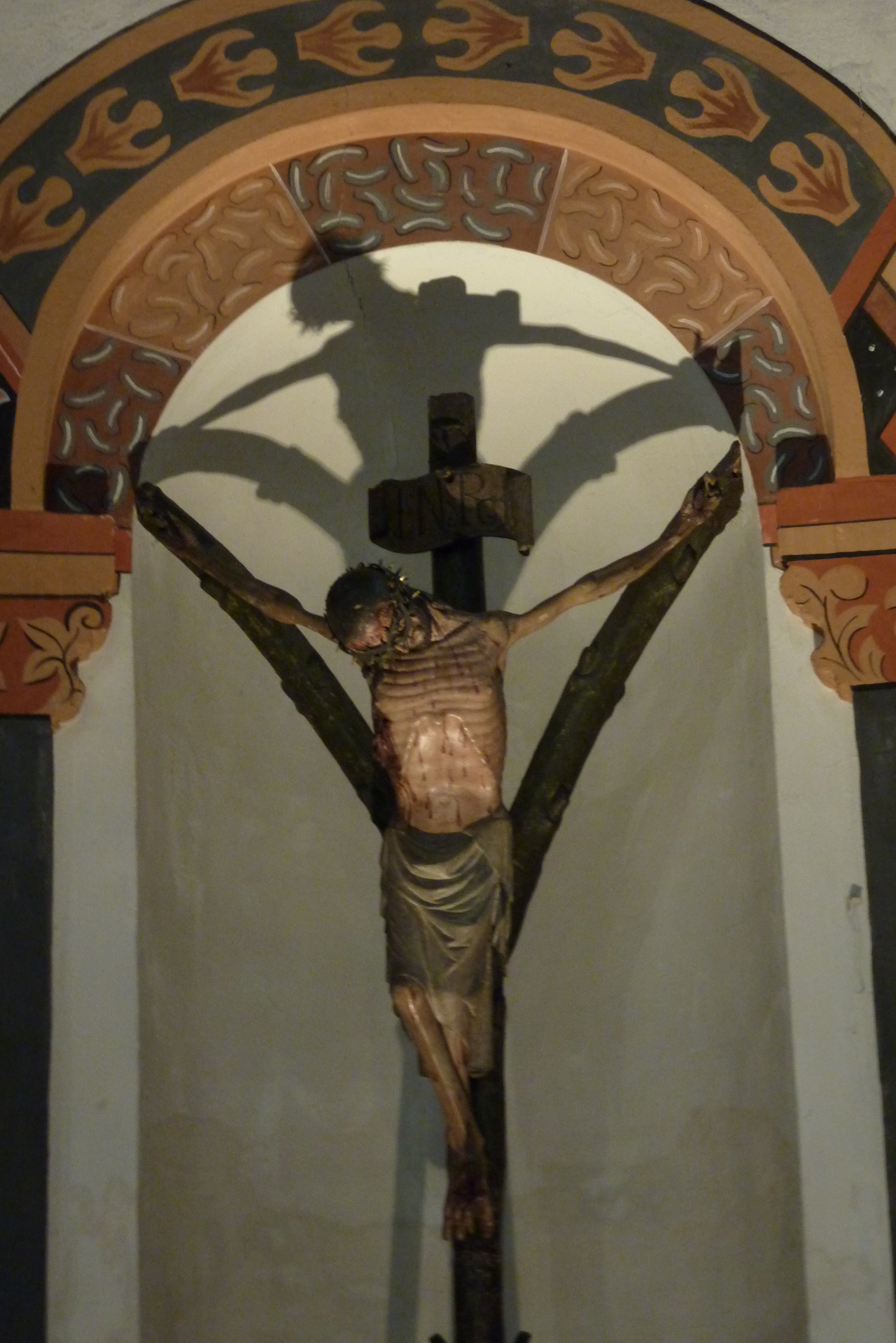
Krucyfiks widlasty
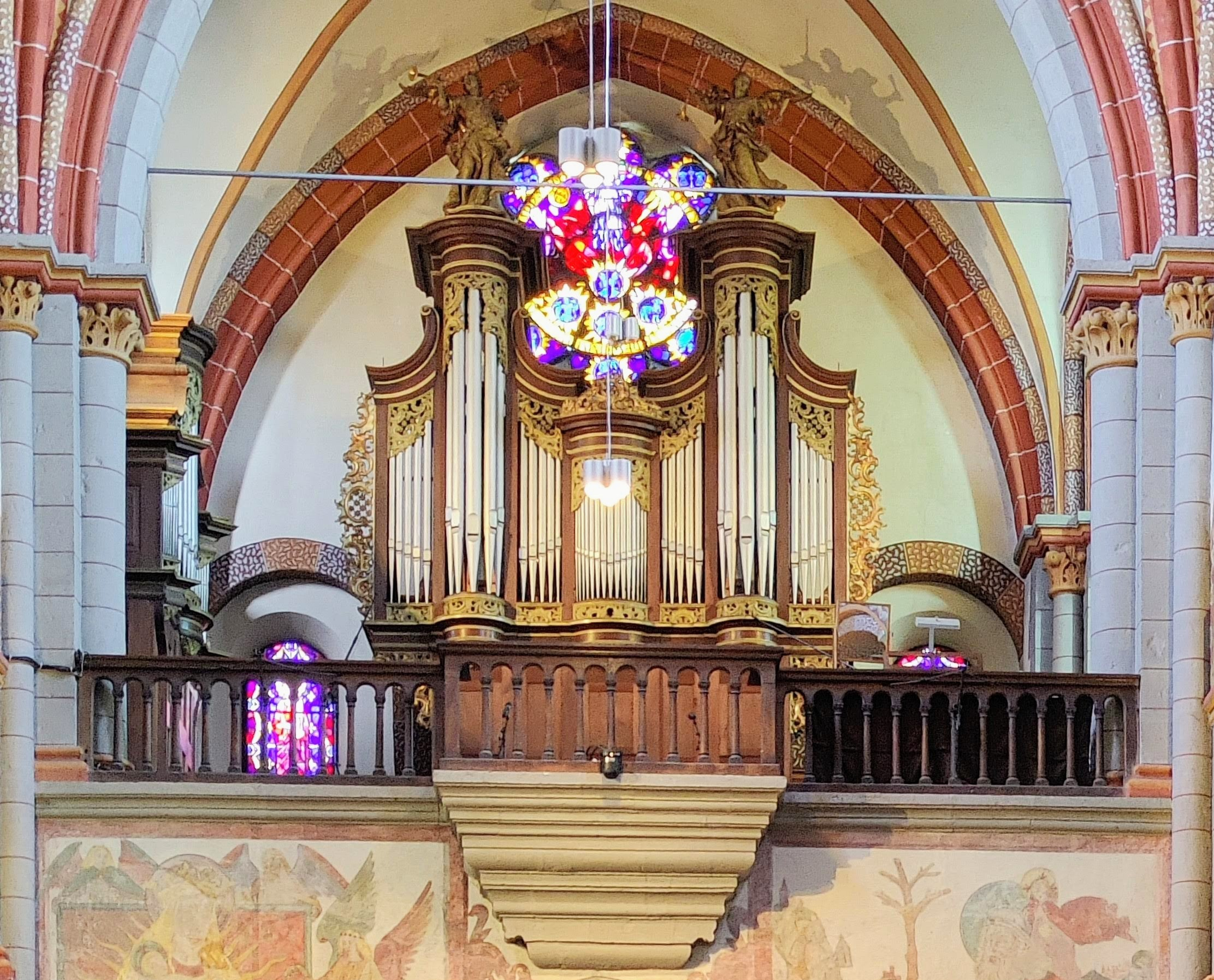
Organy